# Servicii financiare

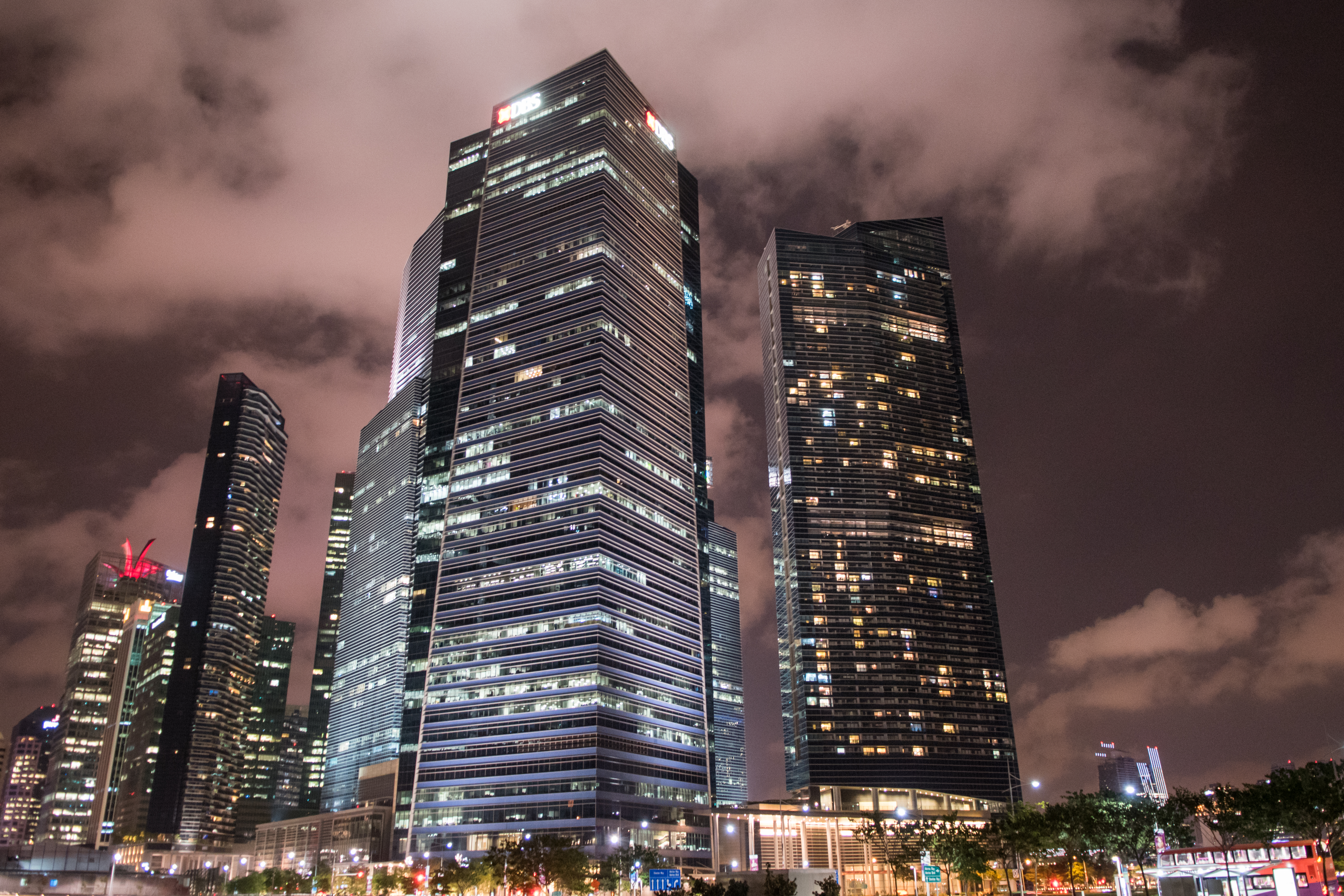
Districtul financiar din Singapore pe timp de noapte

Serviciile financiare sunt servicii economice legate de finanțe, furnizate de instituții financiare. Acestea acoperă o gamă largă de activități din sectorul serviciilor, în special în ceea ce privește gestiunea financiară și finanțele consumatorilor.
Industria financiară, în sensul ei cel mai comun, se referă la băncile comerciale care oferă lichiditate pe piață, instrumente de acoperire a riscului și servicii de intermediere pentru companii publice mari și corporații multinaționale, la o scară macroeconomică ce influențează politica internă și relațiile externe. Puterea extraguvernamentală și amploarea industriei financiare rămân o temă de controversă în multe economii occidentale industrializate.
Tipurile de instituții financiare includ cooperative de credit, bănci, asociații de economii și împrumuturi, societăți fiduciare, societăți de construcții, firme de brokeraj, procesatori de plăți, numeroase tipuri de brokeri și unele întreprinderi sprijinite de stat.
Serviciile financiare includ contabilitatea, banca de investiții, administrarea investițiilor și gestionarea activelor personale.
Produsele financiare includ asigurări, carduri de credit, credite ipotecare și fonduri de pensii.